# Thụ thể androgen
Thụ thể androgen (AR), còn được gọi là NR3C4 (phân họ thụ thể hạt nhân 3, nhóm C, thành viên 4), là một loại thụ thể nhân được kích hoạt bằng cách liên kết với bất kỳ hormone androgen nào, bao gồm testosterone và dihydrotestosterone trong tế bào chất và sau đó di chuyển vào nhân. Thụ thể androgen có liên quan chặt chẽ nhất với thụ thể progesterone và proestin ở liều cao hơn có thể ngăn chặn thụ thể androgen.
Chức năng chính của thụ thể androgen là yếu tố phiên mã gắn DNA điều chỉnh biểu hiện gen; tuy nhiên, thụ thể androgen cũng có các chức năng khác. Các gen quy định androgen rất quan trọng cho sự phát triển và duy trì kiểu hình tình dục nam.